# Lasiorhinus latifrons
Il vombato dal naso peloso meridionale (Lasiorhinus latifrons Owen, 1845) è una delle tre specie di vombato. È diffuso in modo discontinuo nelle boscaglie semi-aride e nel mallee della regione che si estende dal Nullarbor Plain orientale fino al confine con il Nuovo Galles del Sud. Con i suoi 775-935 mm di lunghezza e un peso di 20-32 kg, è la più piccola specie di vombato e spesso gli esemplari giovani non riescono a superare la stagione secca.

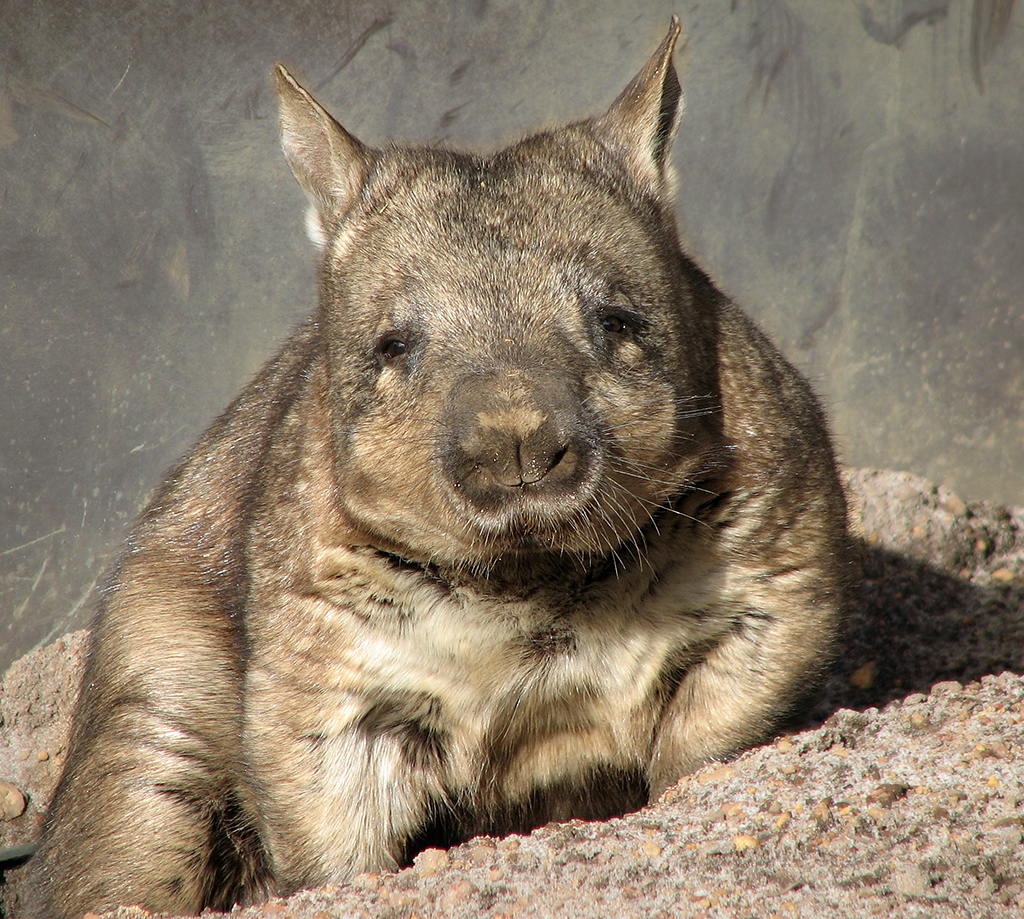
Lasiorhinus latifrons

Le autorità locali lo ritengono una specie vulnerabile: una popolazione in piena salute sopravvive ancora, ma sembra stia invecchiando; si sospetta che la scarsità delle piogge degli ultimi anni abbia impedito a questo animale di riprodursi con successo. Il vombato dal naso peloso meridionale necessita infatti di tre buone stagioni consecutive per raggiungere l'età adulta. Gli specialisti in materia di vombati temono che un probabile inaridimento dell'Australia meridionale possa costituire in futuro un serio rischio per la sopravvivenza di questa specie.

## Simbologia
Dal 27 agosto 1970 il vombato dal naso peloso meridionale è il mammifero emblema dello Stato dell'Australia Meridionale.